# Akialoa
Akialoa – wymarły rodzaj ptaków z rodziny łuszczakowatych (Fringillidae).

## Występowanie
Rodzaj obejmował gatunki występujące na Hawajach.

## Systematyka

### Etymologia
Nazwa rodzajowa pochodzi od hawajskiej nazwy ‘Akialoa – długodzioby, zielony ptak (hawajka cienkodzioba).

### Gatunek typowy
Certhia obscura J.F. Gmelin

### Podział systematyczny
Do rodzaju należą następujące gatunki:
- Akialoa obscura (J.F. Gmelin, 1788) – hawajka cienkodzioba – nie odnotowano żadnego osobnika od 1940 roku[6].
- Akialoa ellisiana (G.R. Gray, 1860) – hawajka sierpodzioba – ostatnie niepotwierdzone stwierdzenie tego ptaka odnotowano w 1940 roku[7].
- Akialoa lanaiensis (Rothschild, 1893) – hawajka długodzioba – takson wyodrębniony z A. obscura[8][9]
- Akialoa stejnegeri (S.B. Wilson, 1890) – hawajka samotna – takson wyodrębniony z A. obscura[8][9]